# Precious Emuejeraye
Precious Emuejeraye, né le 21 mars 1983 à Lagos au Nigeria, est un footballeur international singapourien. Il évolue au poste de défenseur.

## Biographie

### Carrière en équipe nationale
Precious Emuejeraye joue son premier match en équipe nationale le 26 janvier 2006 lors d'un match amical contre le Danemark (défaite 2-1). Il reçoit sa dernière sélection, le 8 décembre 2010 contre le Viêt Nam (défaite 1-0).
Au total, il compte 60 sélections officielles et 0 but en équipe de Singapour entre 2006 et 2010.

## Palmarès

### En club
- Avec le Sriwijaya FC :
  - Vainqueur de la Coupe d'Indonésie en 2010

### En sélection nationale
- Vainqueur du Championnat d'Asie du Sud-Est en 2007